# Lijst van beschermd erfgoed in de gemeente Rumelange
In deze lijst van beschermd erfgoed in de gemeente Rumelange zijn alle geclassificeerde nationale monumenten van de Luxemburgse gemeente Rumelange opgenomen.

## Monumenten per plaats

### Rumelange
| Object                                                    | Bouwjaar/architect | Locatie                    | Datum beschermd?      | Coördinaten | Afbeelding |
| --------------------------------------------------------- | ------------------ | -------------------------- | --------------------- | ----------- | ---------- |
| Oud gebouw van de mijn Le Gallais-Metz                    |                    |                            | 9 februari 1990 (MN)  |             |            |
| Oude kalkovens van de voormalige mijn Berens met hun site |                    | Kirchbierg                 | 2 december 1988 (MN)  |             |            |
| Lindeboom en diens locatie                                |                    | Ale Kiirfech, rue d'Esch 2 | 15 februari 2006 (IS) |             |            |

## Bron
- Liste des immeubles et objets classés monuments nationaux ou inscrits à l'inventaire supplémentaire